# Watertown (Nova Iorque)
Watertown é uma cidade localizada no Estado americano de Nova Iorque, no Condado de Jefferson. A sua área é de 24 km², sua população é de 26 705 habitantes, e sua densidade populacional é de 1 150,8 hab/km² (segundo o censo americano de 2000). A cidade foi fundada em 1816. Localiza-se no norte da Municipalidade de Watertown.